# مسجد الزبير بن العوام (نجران)
مسجد الزبير بن العوام هو مسجد تاريخي في مدينة نجران، جنوب المملكة العربية السعودية، يعود تاريخ بناؤه إلى عام 1386هـ في عهد الأمير خالد بن أحمد السديري.

## الموقع
يقع المسجد غرب مدينة نجران شمال طريق الملك عبدالعزيز، بالقرب من قصر الإمارة التاريخي في نجران بمسافة 150 متر, وعلى بعد 100 متر من سوق الخضار بالمحافظة.

## البناء
بُني المسجد في البداية من الطين على نمط الطراز المعماري السعودي الجنوبي، استخدم فيها المداميك الأفقية، كما سُقف المسجد بخشب شجر الأثل والسدر وغُطي بسعف النخيل. رُمم المسجد للمرة الأولى قبل 15 سنة وأضيفت له دورتا مياه ومصلى للنساء، تبلغ مساحته الحالية 1436 متر مربع ويتسع لألف مصلي.

## الترميم
أُختير المسجد من ضمن مساجد المرحلة الثانية من مشروع الأمير محمد بن سلمان لتطوير المساجد التاريخية.